# Platalina genovensium
Platalina genovensium là một loài động vật có vú trong họ Dơi mũi lá, bộ Dơi. Loài này được Thomas mô tả năm 1928.

## Hình ảnh

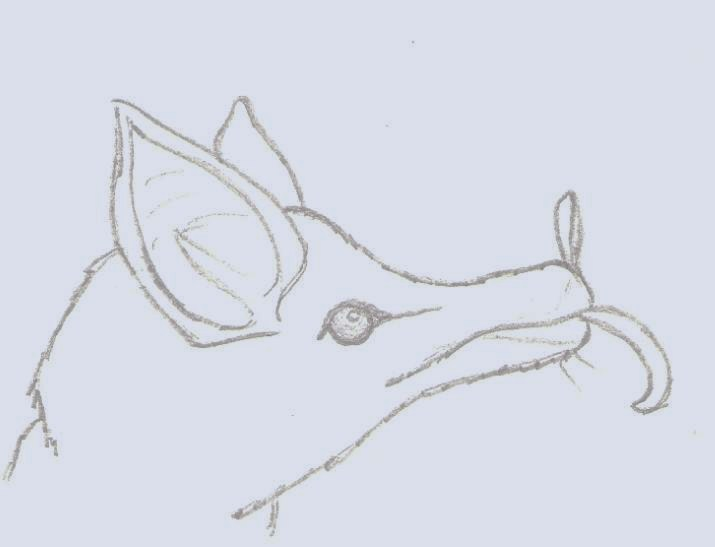